# Landeck (district)
Het district Landeck is een van de acht bestuursdistricten (Bezirke) waarin de Oostenrijkse deelstaat Tirol is onderverdeeld. Het grenst in het westen aan het district Bludenz in de deelstaat Vorarlberg, in het oosten aan het district Imst, in het noorden aan het district Reutte en in het zuiden aan het Zwitserse kanton Graubünden en de Italiaanse provincie Zuid-Tirol.

## Geografie
Het district omvat het hoogstgelegen deel van het Oberinntal samen met de aangrenzende dalen Kaunertal, Stanzertal en Paznauntal. In het district ligt een deel van de Ötztaler Alpen, de Samnaungroep, een deel van de Verwallgroep, een deel van de Lechtaler Alpen en een deel van het Arlberggebied.

## Economie en infrastructuur
De economie van het district wordt gedomineerd door de dienstverlening, waarbij het toerisme centraal staat. Belangrijke toeristische centra zijn het gebied rondom de Arlberg, waar het wintersportoord Sankt Anton ligt, het skigebied rondom Ischgl-Galtür en het zogenaamde Sonnenplateau (Serfaus-Fiss-Ladis). Belangrijke industrieplaatsen, gericht op voedingsmiddelindustrie, textielindustrie en bouwnijverheid, zijn Landeck, Zams en Pians. Daarnaast is een groot deel van de bevolking werkzaam in het naburige district Imst en het gebied rondom Innsbruck.

## Gemeenten
Het district Landeck is opgedeeld in de volgende dertig gemeenten, waaronder de stad Landeck:
- Faggen
- Fendels
- Fiss
- Fließ
- Flirsch
- Galtür
- Grins
- Ischgl
- Kappl
- Kaunerberg
- Kaunertal
- Kauns
- Ladis
- Landeck
- Nauders
- Pettneu am Arlberg
- Pfunds
- Pians
- Prutz
- Ried im Oberinntal
- Sankt Anton am Arlberg
- Schönwies
- See
- Serfaus
- Spiss
- Stanz bij Landeck
- Strengen
- Tobadill
- Tösens
- Zams